# Cessna CitationJet/M2

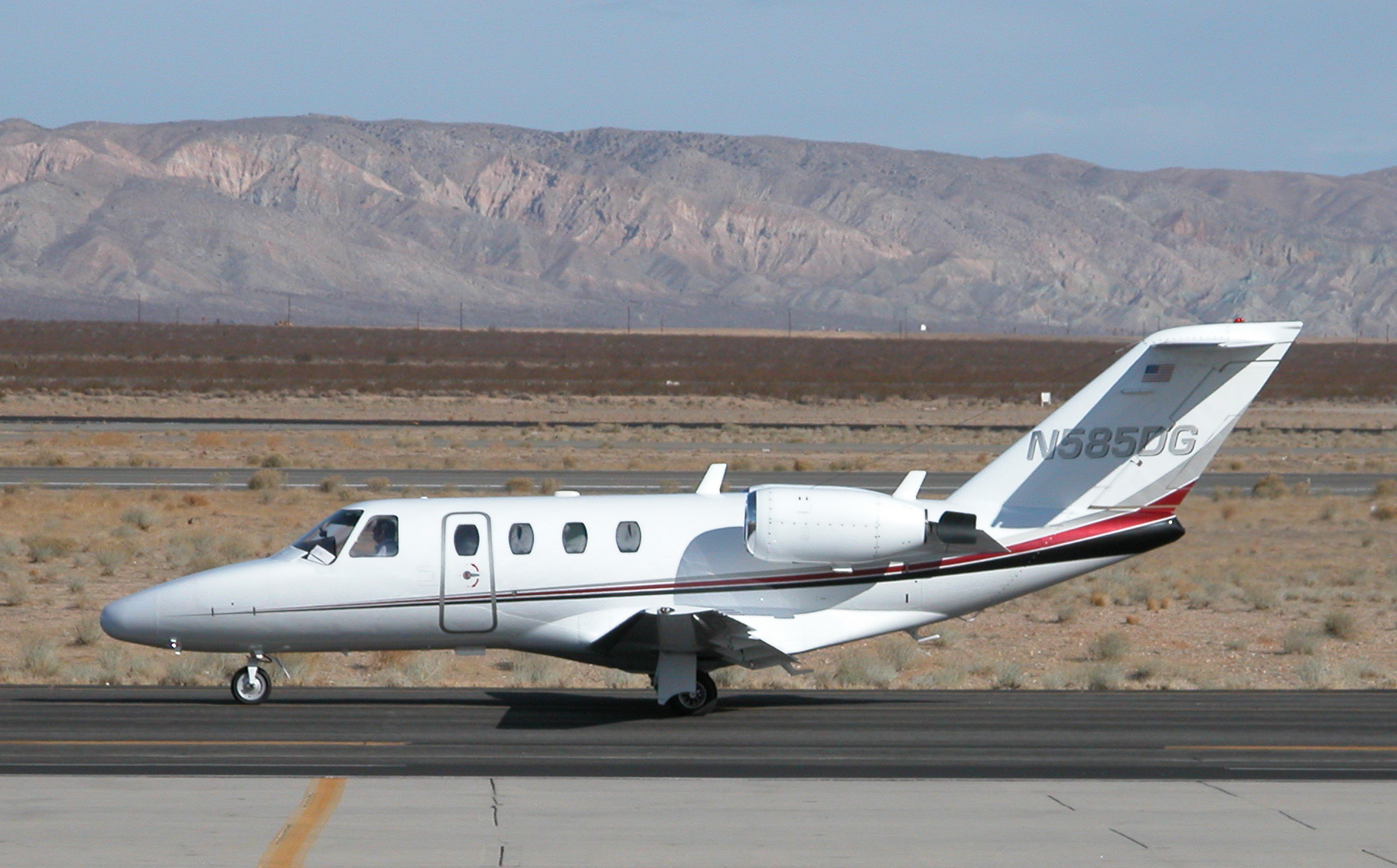
Cessna CitationJet

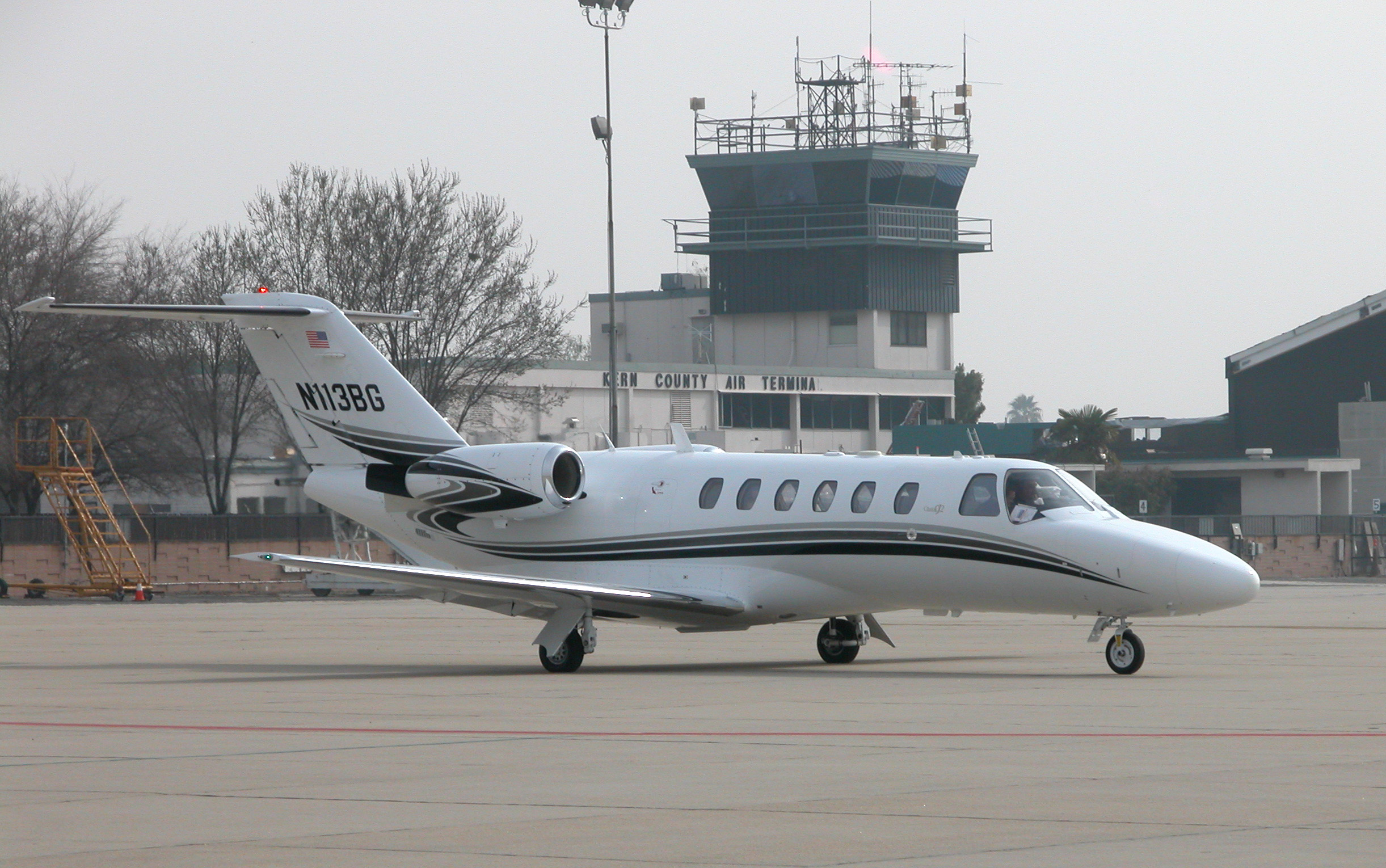
Cessna CJ2

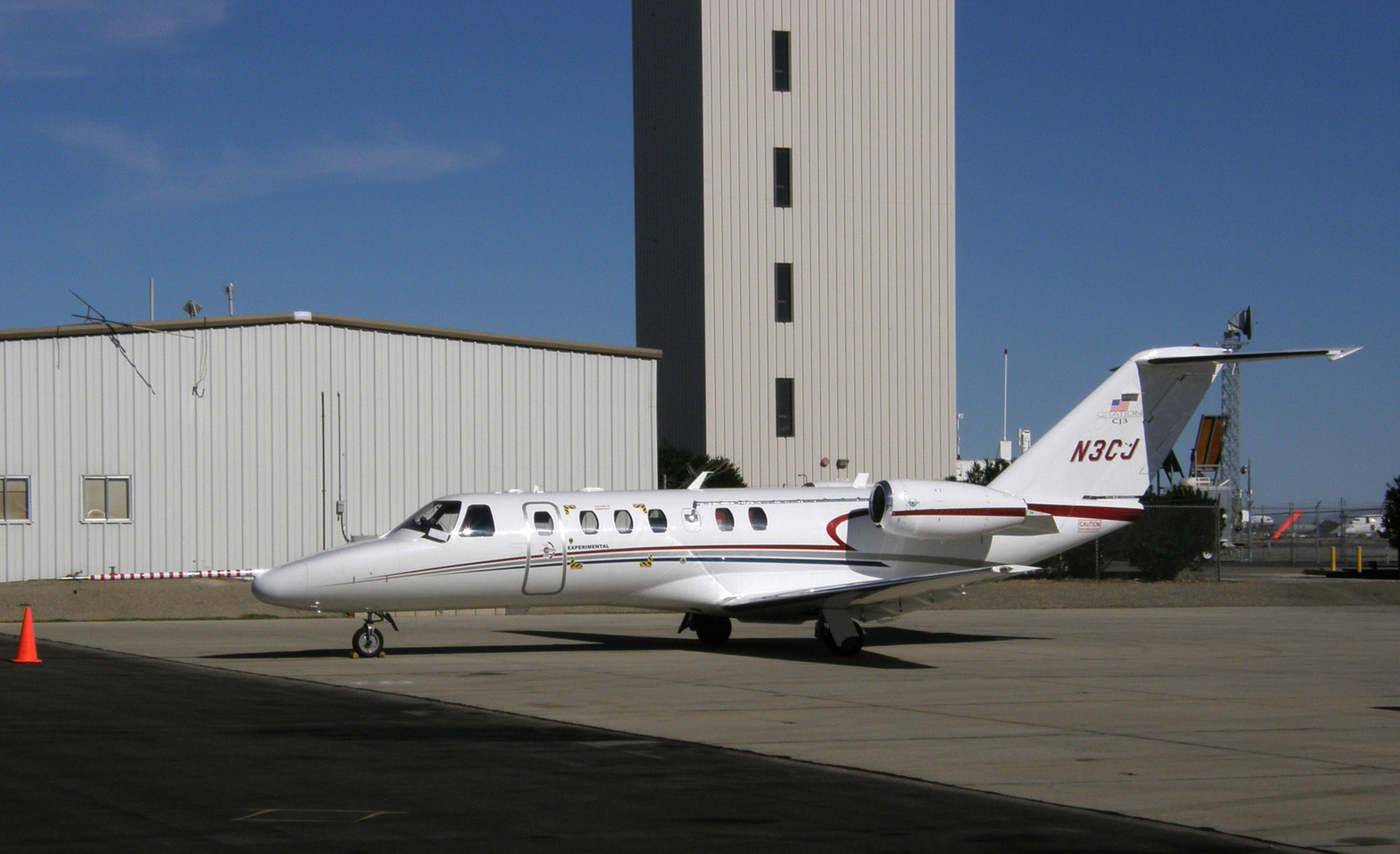
Cessna CJ3

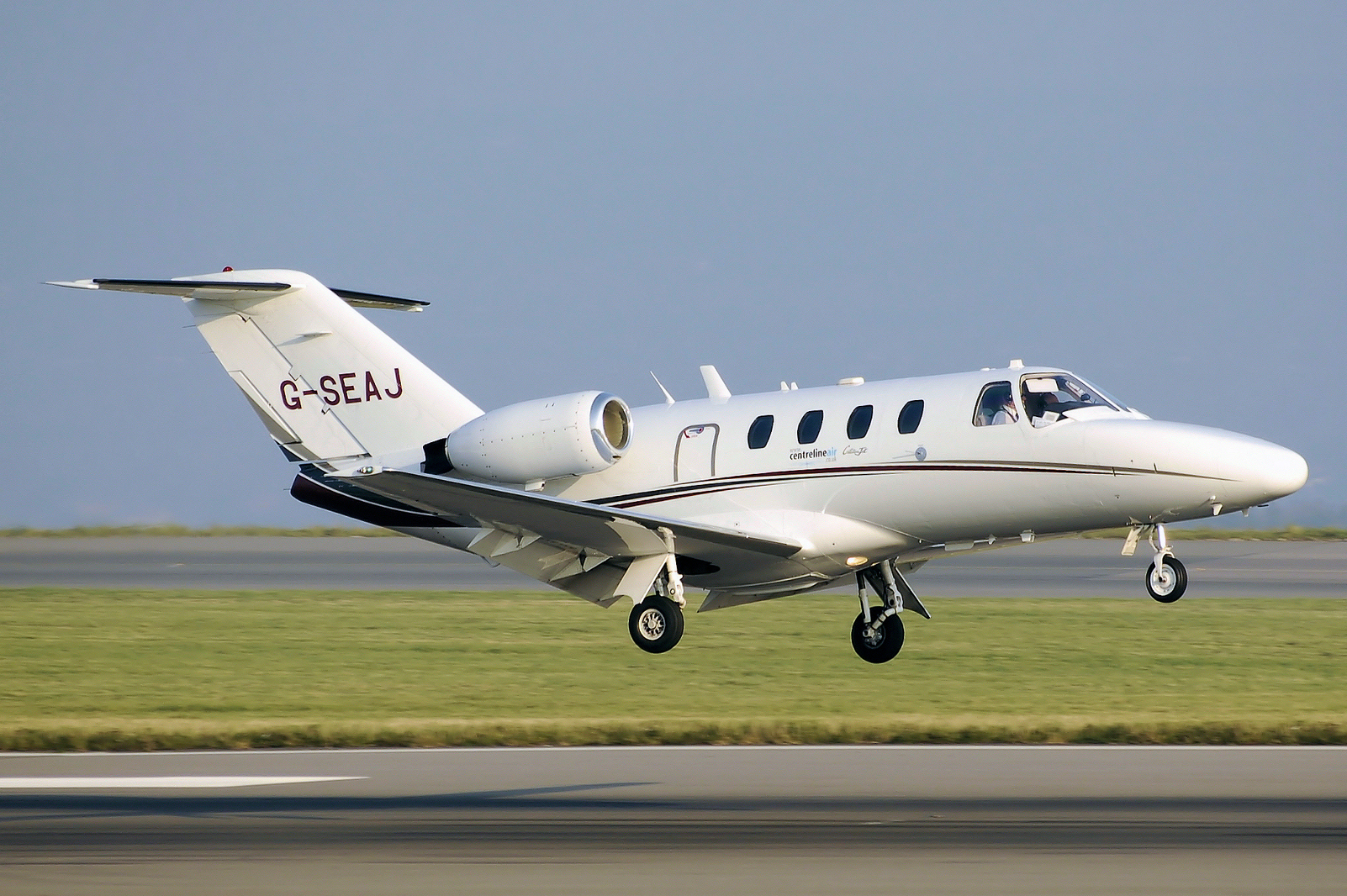
Cessna CitationJet

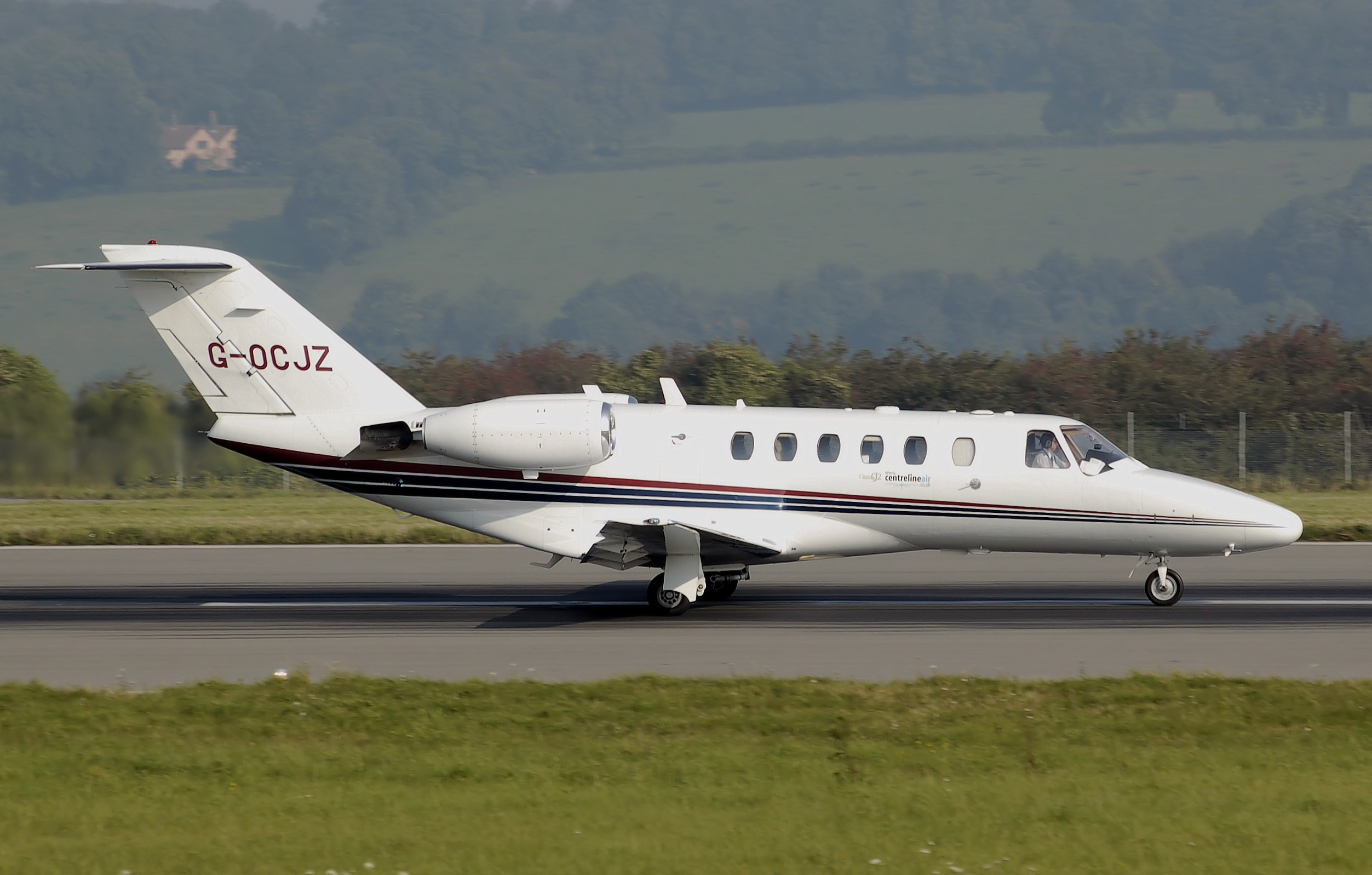
Cessna CJ2

Cessna CitationJet/M2/CJ (Model 525) — турбовентиляторний легкий двомоторний літак ділової авіації, розроблений компанією Cessna Aircraft Company, проводиться в Уічіто, Канзас. Сімейство літаків складається з моделей: CJ, CJ1, CJ1+, M2, CJ2, CJ2+, CJ3, CJ3+, CJ4 і CJ4+.
Дослідний екземпляр здійснив перший політ 29 квітня 1991 року. У 1993 році почався серійний випуск, перший літак був поставлений замовнику 30 березня 1993 року.

## Розробка
Розробку літака розпочали в 1989 році для заміни Cessna 500 Citation I. В основні нового літака використовували доопрацьовану версію останнього фюзеляжу сімейства Citation, нове крило і нове T-образне хвостове оперення. На літак було встановлено два турбовентиляторні двигуни Williams FJ44.

## Втрати літаків
Всього було втрачено 14 літаків. В катастрофах загинуло 25 осіб., 
| Дата       | Бортовий номер | Власник                        | Місце катастрофи               | Жертви  | Короткий опис                            |
| ---------- | -------------- | ------------------------------ | ------------------------------ | ------- | ---------------------------------------- |
| 04.04.1998 | N111LR         | Alpha Wolf Enterprises LLC     | Марієтта                       | 1+4/4   | Зіштовхнувся у повітрі із Cessna 172.    |
| 09.12.1999 | N525KL         | College of the Ozarks          | Branson                        | 6/6     |                                          |
| 26.03.2000 | N130MR         | Mike G. Rutherford             | Буда                           | 1/1     |                                          |
| 08.10.2001 | D-IEVX         | H. Enschmann                   | Мілан                          | 114+4/4 | Знищений злітаючим MD-87                 |
| 07.10.2002 | N57EJ          | Exec-Jet                       | Dexter                         | 0/4     |                                          |
| 14.03.2004 | D-IMMM         | WDL Aviation                   | Флоренція                      | 0/7     |                                          |
| 17.07.2005 | N13FH          | Hertrich Aviation              | Old Bridge                     | 0/3     |                                          |
| 16.09.2005 | PT-WLX         | JCA Holdings e Participacoes   | Alto da Boa Vista              | 2/2     |                                          |
| 12.01.2007 | N77215         | SunQuest Executive Air Charter | Лос-Анджелес                   | 2/2     |                                          |
| 12.09.2007 | N971TB         | TBAC LLC                       | Danbury                        | 0/0     | Знищений пожежею                         |
| 12.09.2007 | N525EZ         | Eli's Bread                    | Danbury                        | 0/0     | Знищений пожежею                         |
| 01.02.2008 | N102PT         | J. Symons                      | 9,5 км від Огаста              | 2/2     |                                          |
| 11.11.2012 | PR-MRG         | Tropic Air Táxi Aéreo          | Конгоньяс/Сан-Паулу_(аэропорт) | 0/0     |                                          |
| 29.09.2013 | N194SJ         | Creative Real Estate Exchange  | Каліфорнія                     | 4/4     | викотився за межі ЗПС і врізався в ангар |
| 18.01.2016 | N711BX         | Donald Lee Baker               | Cedar Fort, UT                 | 2/2     | зуштовхнувся із земною поверхнею         |

## Тактико-технічні характеристики
Наведені нижче характеристики, що відповідають модифікації Citation CJ1+

### Технічні характеристики
- Екіпаж: 1 людина
- Пасажиромісткість: 5 осіб
- Вантажопідйомність: 1 740 кг
- Довжина: 12,98 м
- Розмах крила: 14,3 м
- Висота: 4,19 м
- Площа крила: 22,3 м²
- Маса порожнього: 3 069 кг
- Маса корисного навантаження: 279 кг (з максимальним запасом палива)
- Максимальна злітна маса: 4 853 кг
- Маса палива: 1 461 кг
- Двигуни: 2× ТРДД Williams FJ44-1AP
- Тяга: 2× 8,74 кН
- Ступінь двоконтурності: 2,58:1

### Габарити кабіни[6]
- Довжина салону: 3,35 м
- Ширина салону: 1,47 м
- Висота салону: 1,45 м
- Об'єм багажного відсіку: 1,27 м³

### Льотні характеристики
- Крейсерська швидкість: 720 км/год (на висоті 9 449 м)
- Швидкість звалювання: 153 км/год (в посадковій конфігурації)
- Практична дальність: 2 408 км
- Практична стеля: 12 497 м
- Швидкопідйомність: 16,72 м/с
- Довжина розбігу: 994 м
- Довжина пробігу: 789 м